# Brodezke
Brodezke (ukrainisch Бродецьке, russisch Бродецкое Brodezkoje) ist eine Siedlung städtischen Typs im Norden der ukrainischen Oblast Winnyzja mit etwa 1900 Einwohnern.

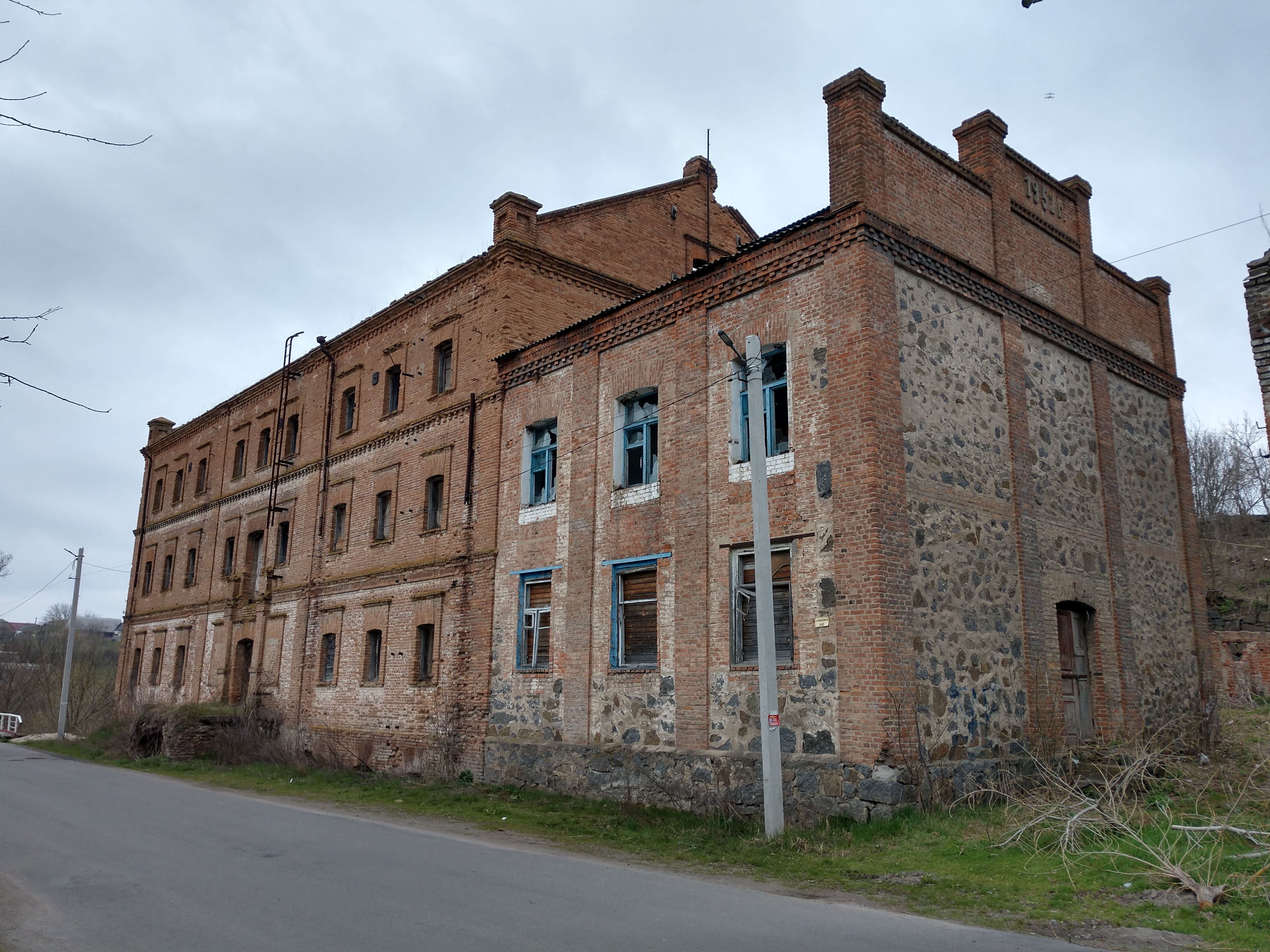
Alte Mühle in Wien

Brodezke liegt am Ufer des Hnylopjat, einem 99 km langen Nebenfluss des Teteriw, 20 km westlich vom ehemaligen Rajonzentrum Kosjatyn und 70 km nördlich von Winnyzja an der Fernstraße M 21 und der Regionalstraße P 32. Brodezke wurde erstmals 1712 erwähnt und  besitzt seit 1981 den Status einer Siedlung städtischen Typs.
Am 5. März 2019 wurde die Siedlung ein Teil der neugegründeten Siedlungsgemeinde Hluchiwzi, bis dahin bildete sie zusammen mit der Ansiedlung Dubyna (Дубина) die gleichnamige Siedlungsratsgemeinde Brodezke (Бродецька селищна рада/Brodezka selyschtschna rada) im Nordwesten des Rajons Kosjatyn.
Am 17. Juli 2020 kam es im Zuge einer großen Rajonsreform zum Anschluss des Rajonsgebietes an den Rajon Chmilnyk.